# Socijalistička stranka Hrvatske
Socijalistička stranka Hrvatske ili Socijalistički savez Hrvatske - Savez socijalista Hrvatske (SSH) bivša je politička stranka lijeve orijentacije koja je djelovala u Hrvatskoj ranih 1990-ih. Njezin predsjednik bio je Željko Mažar.
SSH je prije dolaska demokracije u Hrvatskoj postojao kao društveno-politička organizacija pod nazivom Socijalistički savez radnog naroda Hrvatske, odnosno krovna organizacija za sve pojedince i organizacije pod vodstvom SKH-a. Prije prvih višestranačkih izbora 1990. SSRNH se reformirao u Socijalističku stranku Hrvatske, isto kao što su se komunisti reformirali u tadašnju Stranku demokratskih promjena. Na izborima su se obje stranke natjecale u bloku i bile poražene i SSH je počeo nestajati.
Nakratko je vraćen u život kada mu je na čelo godine 1992. stupio ugledan zagrebački odvjetnik Silvije Degen te se kandidirao na predsjedničkim izborima.
Svojevrsna nasljednica stranke je 1994. godine osnovana Akcija socijaldemokrata Hrvatske.